# Калифорнийски университет, Мърсед
Калифорнийският университет, Мърсед (на английски: University of California, Merced още UC Merced или UCM) е десетият и най-новият Калифорнийски университет, който се намира в близост до Мърсед, Калифорния, на 217 километра от Сан Франциско. Основан е на 6 септември 2005 година, което го прави първия американски университет, основан през 21 век. Първият випуск се състои от 841 студенти, 427 жени и 414 мъже. Калифорнийският университет, Мърсед има 3 училища и 19 специалности: Университетът покрива площ от 2916 km2.
По етническата си принадлежност студентите през 2007-2008 учебна година се делят на:
- 33% от азиатски произход
- 30% от латиноамерикански произход
- 24% бели
- 6% чернокожи
- 1% индианци

## Галерия
- Ансел Адамс Роуд в кампуса
- Кампусът през нощта
- Общ изглед от кампуса
- Централна университетска библиотека